# أويلر-2002
كويكب أويلر 2002 هو كويكب من النوع أس تم اكتشافه عام 1973 في أغسطس وتم تسميته مؤقتًا بالاسم 1973 كيو كيو، وهو كويكب صخري يقع في النطاق الداخلي لحزام الكويكبات في المجموعة الشمسية، ويُقدر قطره الخارجي بحوالي 17 كيلو متر، تم اكتشافه في 29 أغسطس في عام 1973 من قبل العالمة الروسية تمارا سميرنوفا في مرصد كريميان الفلكي، وتم تسمية الكويكب نسبة إلى عالم الرياضيات المشهور ليونهارد أويلر.

## المدار والخصائص
يدور كوكيب أويلر 2002 حول الشمس علي مسافة تُقدر بـ2.3- 2.6 وحدة فلكية مرة كل ثلاثة أعوام وتسعة أشهري (1373 يوم)، ويدور بانحراف مداري 0.07 وبزاوية ميل 9° بالنسبة إلى مدار الشمس. و وفقًا للأشعة الحمراء القادمة من القمر الصناعي الفضائي (IRAS) والقمر الصناعي الفضائي الياباني (أكاري) فتم تقدير القطر الخارجي لكوكيب أويلر بحوالي 14.49 كيلو متر إلى 19.773 كيلو متر وبيضاوية سطحه تتراوح بين 0.416 و 0.0839.

## التسمية
تم تسمية هذا الكويكب الصغير تيمنًا باسم عالم الرياضيات والفيزياء السويسري ليونهارد أويلر (1707-1783)، حيث ساهم في علم الفضاء متضمنًا نظريتين لحركة القمر، وقد قضى أويلر معظم عمره في مدينة سان بطرسبرغ وكان ملتحقًا بالأكاديمية الروسية للعلوم. وتم الموافقة علي تسمية الكويكب من مركز الكواكب الصغيرة في عام 1977

## روابط خارجية
- Asteroid Lightcurve Database (LCDB), query form (info)
- Dictionary of Minor Planet Names, Google books
- Asteroids and comets rotation curves, CdR – Observatoire de Genève, Raoul Behrend
- Discovery Circumstances: Numbered Minor Planets (1)-(5000) – Minor Planet Center
- أويلر-2002 في قاعدة بيانات مختبر الدفع النفاث لأجرام النظام الشمسي الصغيرة

- الاكتشاف · مخطط المدار ·  العناصر المدارية · المعلمات المادية

قالب:قائمة الكواكب الصغيرة: 2001–3000